# Leopoldamys
Leopoldamys é um género de roedor da família Muridae.

## Espécies
- Leopoldamys ciliatus Bonhote, 1900
- Leopoldamys edwardsi (Thomas, 1882)
- Leopoldamys milleti Robinson e Kloss, 1922
- Leopoldamys neilli (Marshall, 1976)
- Leopoldamys sabanus (Thomas, 1887)
- Leopoldamys siporanus (Thomas, 1895)